# 渡辺泰
渡辺 泰（わたなべ やすし、1934年2月18日 - 2020年3月27日）は、日本のアニメーション研究家。

## 略歴
1934年、大阪市に生まれる。高校1年生のときにディズニーの『白雪姫』を見て感動し、アニメーションの歴史研究を開始する。高校卒業後、毎日新聞社に入社、大阪本社で36年間新聞の制作に携わる。
1977年に友人の山口且訓、プラネット映画資料図書館、フィルムコレクターの杉本五郎の協力を得て『日本アニメーション映画史』を刊行。1989年にはアニメージュ編集部編『劇場アニメ70年史』の執筆に携わった。
2018年9月5日から10月14日までおもちゃ映画ミュージアムにて「アニメーション研究を牽引してきた功労者　渡辺 泰展～その研究活動と功績～」を開催した。
2020年3月27日、肺炎のため死去した。86歳没。

## 著書
- 『日本アニメーション映画史』 山口且訓, 渡辺泰 著、プラネット 編、有文社、1977年（1978年?）、国立国会図書館書誌ID:000001367442
- 『ミッキーマウスおもしろ事典』 渡辺泰 文、ぼるぼっくす 編、講談社、1983年11月、ISBN 4-06-107778-3
- 『劇場アニメ70年史』 共著、アニメージュ編集部 編、徳間書店、1989年
- 『にっぽんアニメ創生記』 共著、集英社、2020年3月、ISBN 978-4-08-781687-7

## 受賞歴
- 日本アニメーション学会特別賞（2014年）[6]
- 文化庁メディア芸術祭功労賞（2015年）[6]
- 東京アニメアワードフェスティバル功労賞（2018年）[6]